# Mimobolbus decoratus
Mimobolbus decoratus là một loài bọ cánh cứng trong họ Geotrupidae. Loài này được Vulcano, Martinez & Pereira miêu tả khoa học năm 1969.